# 德拉布提县

所在位置

德拉布提县，巴基斯坦俾路支省东部的一个县。总面积10,159km²，总人口250,000（2005年估计）。县治位于德拉布提。

## 县名
德拉布提县得名于同名县治。德拉意为“居住地”，布提为一部落名，德拉布提即为“布提人的居住地”。

## 行政区划
德拉布提县分为3个乡。